# Scooby-Doo és a Koboldkirály
A Scooby-Doo és a Koboldkirály (eredeti cím: Scooby-Doo! and the Goblin King) 2008-ban bemutatott amerikai televíziós 2D-s számítógépes animációs film, amelynek a rendezője, a producere, és az írója Joe Sichta. A film a Warner Bros. Animation gyártásában készült, a Warner Home Video és a Warner Premiere forgalmazásában jelent meg. Műfaját tekintve filmvígjáték.
Amerikában 2008. szeptember 23-án mutatták be a DVD-n, Magyarországon pedig 2008. november 26-án jelent meg, szintén DVD-n.

## Cselekmény
A Rejtély Rt. a filmben egy halloween-i karneválra utazik, ahol a csaló mágus, Krudsky ellopja Fűzfa tündérhercegnő varázserejét. Ennek következtében szabadjára kerül a Koboldkirály, aki mindenki halloween-i szörnyeteggé akar változtatni. Scooby-nak és Bozontnak kell megállítaniuk őt és megszerezniük a jogarát még éjfél előtt, ami miatt furcsa és ijesztő helyeken kell átkelniük, mely során még furcsább lényekkel találkoznak.

## Szereplők
| Szereplő             | Eredeti hang         | Magyar hang       |
| -------------------- | -------------------- | ----------------- |
| Scooby-Doo           | Frank Welker         | Vass Gábor        |
| Fred                 | Frank Welker         | Bódy Gergely      |
| Bozont               | Casey Kasem          | Fekete Zoltán     |
| Vilma                | Mindy Cohn           | Madarász Éva      |
| Diána                | Grey DeLisle         | Hámori Eszter     |
| Macska boszorkány    | Grey DeLisle         | Peller Mariann    |
| A bámulatos Krudsky  | Wayne Knight         | Barbinek Péter    |
| Töklámpás Jack       | Jay Leno             | Damu Roland       |
| Mr. Gibbles          | Wallace Shawn        | Konter László     |
| A koboldkirály       | Tim Curry            | Kárpáti Tibor     |
| Glob                 | James Belushi        | Háda János        |
| Glum                 | Larry Joe Campbell   | Karácsonyi Zoltán |
| Fűzfa tündérhercegnő | Hayden Panettiere    | Vadász Bea        |
| A főboszorkány       | Lauren Bacall        | Szórádi Erika     |
| Sziporka             | Thom Adcox-Hernandez | Czető Roland      |
| Bagoly boszorkány    | Russi Taylor         | Némedi Mari       |